# Montebruno
Montebruno (en ligur Montebrûn) és un comune italià, situat a la regió de la Ligúria i a la ciutat metropolitana de Gènova. El 2011 tenia 218 habitants.

## Geografia
Es troba a la vall del Trebbia, a l'est de Gènova i compta amb una superfície de 17,68 km² i les frazioni de Caprili, Cassinetta, Conio di Mezzo, Croso, Lunga, Seppioni, Sottoripa, Tartogni i Zeppado. Limita amb les comunes de Fascia, Fontanigorda, Lorsica, Moconesi, Rezzoaglio, Rondanina i Torriglia.